# Tungi
Die Tungi ist eine leichte Streitaxt des Khond-Stammes (auch Khands) aus Indien.

## Beschreibung
Die Tungi hat eine nach vorn über das Heft herausragende Klinge, die an der Schneide bogenförmig ist. Von der hinteren Schneidenkante läuft sie zurück nach vorn und dann nach oben zum Heft. Der Heft ist rund und für eine Streitaxt verhältnismäßig dünn. Die Befestigung der Axtklinge erfolgt mit einem Auge, in das der Stiel eingesteckt wird.